# Adilbek Niyazymbetov
Adilbek Niyazymbetov (n. 19 mai 1989, Nukus, Uzbekistan) este un boxer ce a reprezentat Kazahstan, medaliat olimpic. A participat la două ediții ale Jocurilor Olimpice (2012, 2016) în care a câștigat două medalii de argint.